# Secun de la Rosa

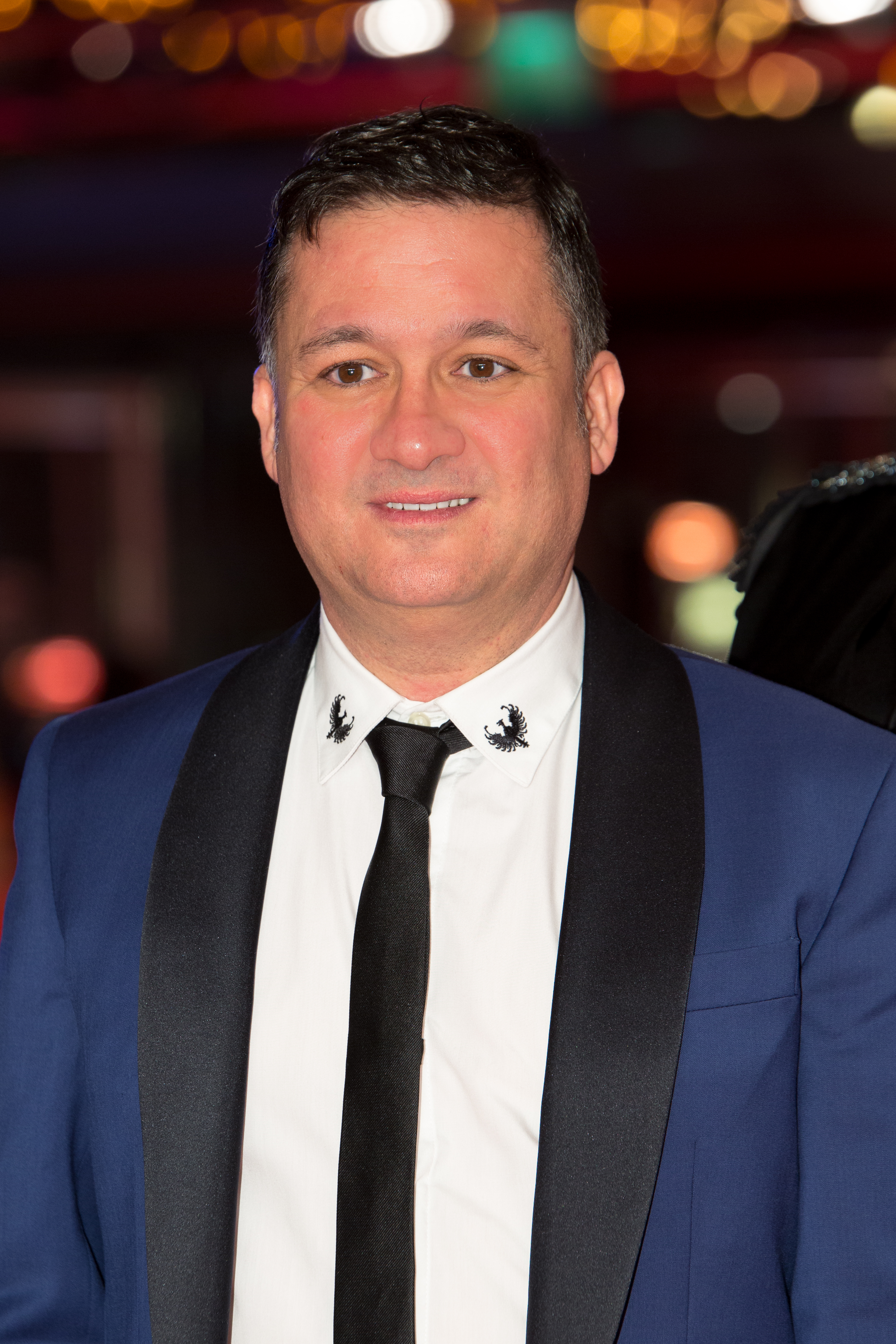
Secun de la Rosa auf der Berlinale 2017

Secun de la Rosa Vázquez (* 23. Dezember 1969 in Barcelona) ist ein spanischer Autor, Humorist und Schauspieler.
Er studierte Schauspiel bei Cristina Rota. Er ist bekannt durch das Fernsehen und wurde mit einigen Preisen wie dem Preis für den besten Schauspieler der Unión de Actores (2003) ausgezeichnet.

## Filmographie

### Spielfilm
- Vadene via von Max Vianchi, Ana Pamplons
- Aunque tú no lo sepas (2000) von J. V. Cordova
- Me da igual (2000) von David Gordon
- Peor imposible (2002) von José Semprúm/David Blanco
- Noche de reyes von Miguel Bardem
- Bedside Stories (El otro lado de la cama) (2002) von Emilio Martínez Lázaro
- Días de fútbol (2003) von David Serrano
- Los abajo firmantes (2003) von Joaquín Oristrell
- El chocolate del loro (2004) von Ernesto Martín
- Incautos (2004) von Miguel Bardem
- Las aventuras de Pocholo y Borjamari (2004) von Juan Cabestany, Enrique Lavigne
- Los dos lados de la cama (2005) von Emilio Martínez Lazaro
- El síndrome de Svensson (2006) von Kepa Sojo
- Encerrados en la mina von David Serrano
- Casual day (2007) von Max Lemcke
- Lobos de Arga (2011)
- Cinco metros cuadrados, als Nacho, von Max Lemcke (2011)
- Del lado del verano, als Carlos, von Antonia San Juan (2012)
- Las brujas de Zugarramurdi, als Pacheco, von Álex de la Iglesia (2013)
- Negociador (El problema número uno), von Borja Cobeaga (2014)
- Pancho, el perro millonario, von Tom Fernández (2014)
- Hablar, von Joaquín Oristrell (2014)
- El tiempo de los monstruos, von Félix Sabroso (2015)
- El bar, von Álex de la Iglesia (2017)

### Kurzfilm
- Postales de la India (2000) von Juanjo Díaz Polo
- Desaliñada (2001) von Gustavo Salmerón
- Al rojo vivo von Raúl Muñoz
- Libre (2004) Beitrag von Joaquín Oristrell zu ¡Hay motivo!

## Fernsehen
- Los irrepetibles, La Sexta
- Aída, Telecinco
- Paco y Veva, TVE
- 7 vidas, Telecinco
- Cuéntame cómo pasó, TVE
- El grupo, Telecinco
- Policías Telecinco
- Compañeros, Antena 3

## Theater
- El rincón de la borracha von Secun de la Rosa
- Los openheart von Andrés Lima
- Pensar amb els ulls von Joan Brossa
- Radio para, von Secun de la Rosa
- Obedecedor von Amparo Valle
- El homosexual de Copi von Gustavo Tambascio
- Lorca Cía. Lluis Pascual
- Susrealismos Cía. Caracalva
- Te odio von Juanjo Díaz Polo
- A las tantas von Secun de la Rosa
- Anoche por poco sueño contigo, Cía. Caracalva
- Bola de sebo Alberto San Juan, Cia. Animalario
- Oración, Fernando Arrabal Cía. Madera 17
- Esperando al zurdo, von Cristina Rota